# هنري هوارد (سياسي أمريكي)
هنري هوارد (بالإنجليزية: Henry Howard)‏ هو سياسي أمريكي، ولد في 8 مارس 1833 بديترويت في الولايات المتحدة، وتوفي في 24 مايو 1894 في نفس البلد. انتخب عضو مجلس نواب ميشيغان ‏.